# Polpochila erro
Polpochila erro är en skalbaggsart som beskrevs av Leconte 1854. Polpochila erro ingår i släktet Polpochila och familjen jordlöpare. Inga underarter finns listade i Catalogue of Life.